# Borgomanero
Borgomanero é uma comuna italiana da região do Piemonte, província de Novara, com cerca de 21.000 habitantes. Estende-se por uma área de 32 km², tendo uma densidade populacional de 626 hab/km². Faz fronteira com Bogogno, Briga Novarese, Cressa, Cureggio, Fontaneto d'Agogna, Gargallo, Gattico, Gozzano, Invorio, Maggiora, Veruno.

## Demografia
| Variação demográfica do município entre 1861 e 2011                               |
|                                                                                   |
| Fonte: Istituto Nazionale di Statistica (ISTAT) - Elaboração gráfica da Wikipedia |

## Cidades Irmãs
- Bad Mergentheim, Alemanha
- Digne-les-Bains, França